# Gino Benigni
Gino Benigni (Soriano nel Cimino, 23 luglio 1889 – Roma, 1948) è stato un architetto italiano.

## Biografia
Nacque a Soriano nel Cimino il 23 luglio 1889 da Giacinto Benigni. Nel 1905 è stato tra i fondatori della Federazione Architetti Italiani, ancor prima di ottenere nel 1909 il diploma di professore di disegno architettonico presso l'Istituto superiore di Belle Arti in via di Ripetta, presso il quale dal 1902, dopo il triennio di "corsi comuni", ha frequentato poi anche il corso speciale di Architettura, tenuto tra gli altri da Gaetano Koch, Guglielmo Calderini, Manfredo Manfredi e Luigi Bazzani.
Nel 1910-11 ha frequentato un ulteriore corso speciale di Architettura tecnica presso l'Istituto di Belle Arti ed ha esposto alcuni rilievi e proposte di restauro di edifici del primo Rinascimento presso le sale dell'Associazione Artistica fra i Cultori di Architettura diretta da Gustavo Giovannoni.
Nel 1912 ha vinto il pensionato d'architettura Montiroli bandito dalla Regia Accademia di San Luca, con un progetto di stabilimento termale, al quale concorsero anche Arnaldo Foschini e Alessandro Limongelli.
Tra il 1910 e il 1925 ha svolto pratica professionale presso gli studi dell'architetto Giulio Magni e dell'ingegnere Quadrio Pirani. Con quest'ultimo in particolare ha collaborato alla realizzazione di gran parte dei progetti usciti dal suo studio: San Saba, Testaccio e, in modo più determinante, i quartieri IRCIS di Piazza d'Armi e Villa Lancellotti, i villini delle cooperative dei ferrovieri "Il Progresso" e "Latina I" a Villa Fiorelli e Porta Latina.
Nel 1920 è arrivato secondo al concorso per la nuova sede dell'Istituto Nazionale d'Istruzione Professionale in Roma con un progetto presentato insieme all'architetto Francesco Leoni (il concorso è stato vinto da Marcello Piacentini). Sempre con Leoni ha vinto nel 1922 il concorso per il nuovo Duomo di Monfalcone. Nel 1924 ha vinto anche il concorso bandito dall'Istituto Romano dei Beni Stabili per una casa economica al quartiere Trionfale (in collaborazione con l'ing. Paolo Giannoli), ma il progetto è stato poi realizzato negli anni seguenti in modo difforme e semplificato.
Nel 1925, insieme all'ingegner Giuseppe Quaroni, ha partecipato senza successo al concorso per il prolungamento di via Marco Minghetti, vinto da Arnaldo Foschini e Attilio Spaccarelli; nel 1927 a quello per il Palazzo della Società delle Nazioni a Ginevra, in collaborazione con gli architetti Corrado Medori e Gaetano Vinaccia; nel 1929, infine, a quello per la Cattedrale di La Spezia, insieme a Francesco Leoni.
Dal 1929 al 1931 ha fatto parte, come membro supplente, della Commissione edilizia del Governatorato di Roma, divenendone poi membro effettivo nel 1932-33.
Tra il 1943 e il 1948 è stato impiegato come architetto nell'ufficio tecnico dell'INCIS (Istituto Nazionale per le Case degli Impiegati dello Stato).

## Opere
Tra i progetti e le opere realizzate a Roma si segnalano: le cancellate del quadriportico della basilica di San Paolo (1913-26), le case dell'Istituto Romano per le Case degli Impiegati dello Stato (IRCIS) in via Giuseppe Ferrari e in via Tagliamento (1920-25, in collab. con Quadrio Pirani), le case della cooperativa "Extruere" in via Germanico angolo via Paolo Emilio e in via Alberico II angolo via F. Cancellieri (1920-21, con l'ingegner Giuseppe Zannini), le case della cooperativa "La Previdenza" nelle vie Savoia, Civitavecchia e Nizza (1921-24, in collab. con Giuseppe Quaroni), i villini delle cooperative "Il Progresso" e "Latina I" a Villa Fiorelli e a Porta Latina (1922-23 in collab. con Quadrio Pirani), il villino Pacetti in via delle Mura Aurelie 12 (1922-23), le palazzine Zelli-Jacobuzzi e Batacchi in via Luigi Settembrini 1-3 e 13 (1923-25), il palazzo della Società Telefonica Tirrena (Teti) in via S. Maria in Via (1925-26, con Giuseppe Quaroni), la palazzina Pellicciotti in via Antonio Bertoloni 23 (1925-26), la chiesa di Santa Maria Immacolata in via Taranto (1926-30, con l'ingegnere Mirko Antonelli).
Fuori Roma si ricordano il Duomo di Monfalcone (1922-26, con Francesco Leoni), l'ospedale civile di Teramo (1926-30), il palazzo di Giustizia di Sassari e quello di Cagliari (1928-41, in collaborazione con l'ingegnere Domenico Dettori).